# Sp!ts
Sp!ts war eine niederländische Tageszeitung. Es handelte sich dabei um eine Gratiszeitung, die bis 2014 vor Bahn- und in Bus- und U-Bahn-Stationen verteilt wurde.
Die Zeitung erschien montags bis freitags im Tabloid-Format. Redaktionssitz war Amsterdam. Herausgeber der Zeitung war die „BasisMedia BV“, ein Tochterunternehmen der „Telegraaf Media Groep“. Die verbreitete Auflage betrug im ersten Quartal 2008 457.619 Exemplare. Bart Brouwers war bis 1999 Chefredakteur.

## Geschichte
Die erste Ausgabe von Sp!ts erschien am 21. Juni 1999, am gleichen Tag kam auch erstmals der niederländische Ableger der schwedischen Gratiszeitung metro heraus. Chefredakteur war Wim Hoogland, der von der Schwesterzeitung De Telegraaf kam. Im Oktober jenes Jahres legte die Zeitung beim niederländischen Kartellamt eine Klage gegen den Exklusivvertrag zwischen den Nederlandse Spoorwegen und metro ein, der metro die alleinige Verteilung in Bahnhöfen der Nederlandse Spoorwegen garantierte, scheiterte damit jedoch. Die Zeitung wurde daraufhin vor den Bahnhöfen verteilt, der Exklusivvertrag bestand bis 2004 fort. Trotz dieses Exklusivvertrages konnte Sp!ts eine ähnliche Bedeutung wie metro erlangen.
Hoogland kehrte im November 2005 zu De Telegraaf zurück und wurde zum 30. Januar 2006 durch Bart Brouwers, zuvor Chefredakteur bei Dagblad De Limburger, ersetzt. Im Oktober 2006 startete Sp!ts in Zusammenarbeit mit Studenten der Hochschulkette INHOLLAND eine tägliche Videosendung mit dem Namen „¡Que Pasó!“.
2014 wurde die Übernahme durch Metro bekannt. Am 9. Oktober erschien die letzte Printausgabe; die Website spitsnieuws.nl wurde im Herbst 2015 eingestellt.

### Bisherige Chefredakteure
| Wim Hoogland         | 1999–2005 |
| Bart Brouwers        | 2006–2009 |
| Willem Schouten      | 2009–2012 |
| Jan-Jaap de Kloet    | 2012–2013 |
| Robert van Brandwijk | 2013–2014 |

## Auflagenentwicklung
| Verbreitete Auflage seit der Ermittlung durch das „Oplage Instituut“ |         |         |         |         |         |         |
| Jahr                                                                 | 2002    | 2003    | 2004    | 2005    | 2006    | 2007    |
| Auflage                                                              | 378.484 | 352.187 | 358.385 | 382.412 | 401.553 | 421.858 |

## Sp!tsheute
Bei Sp!ts arbeiteten zuletzt etwa 40 Redakteure. Die Internetausgabe beinhaltete einen RSS-Web-Feed und die tägliche Videosendung ¡Que Pasó!. Die Druckausgabe konnte im Originallayout sowohl online gelesen als auch als PDF heruntergeladen werden.

## Weiterführende Informationen